# From the Bottom to the Top
From the Bottom to the Top è il primo album in studio del cantante statunitense Sammie, pubblicato il 14 marzo 2000 dalla Capitol Records e dalla EMI quando l'artista aveva 13 anni.

## Tracce
1. The Bottom (feat. J.T. Money) – 3:03 (Dallas Austin, Jeff "J.T. Money" Thompkins, Colin Wolfe)
2. I Like It – 4:11 (Dallas Austin, Gary White)
3. Can't Let Go (feat. Lloyd) – 4:18 (Dallas Austin)
4. Crazy Things I Do – 3:22 (Traci Hale, Christopher Stewart)
5. Stuff Like This – 3:54 (Dallas Austin)
6. When I Grow Up (Interlude) – 1:44 (Devine Evans)
7. Hero – 3:42 (Jasper Cameron, Szhachilea "Dymond" Chunn, Ricco Lumpkins)
8. Catching Feelings – 3:50 (Jasper Cameron, Ricco Lumpkins)
9. Count – 4:21 (Jasper Cameron)
10. If I Can – 4:21 (Dallas Austin, Colin Wolfe)
11. Fell for Her – 3:39 (Dallas Austin, Gary White, Jasper Cameron)
12. Friend Like You – 4:26 (Szhachilea "Dymond" Chunn, Debra Killings, Ricco Lumpkins, Gary White)
13. Do It for You – 4:55 (Jasper Cameron, John Harris, Joyce "Fenderella" Irby)
14. I Like It (Remix) – 4:10 (Dallas Austin, Gary White)

## Classifiche
| Classifica (2000) | Posizione massima |
| ----------------- | ----------------- |
| Stati Uniti       | 46                |